# Stalingrad (Métro Paris)

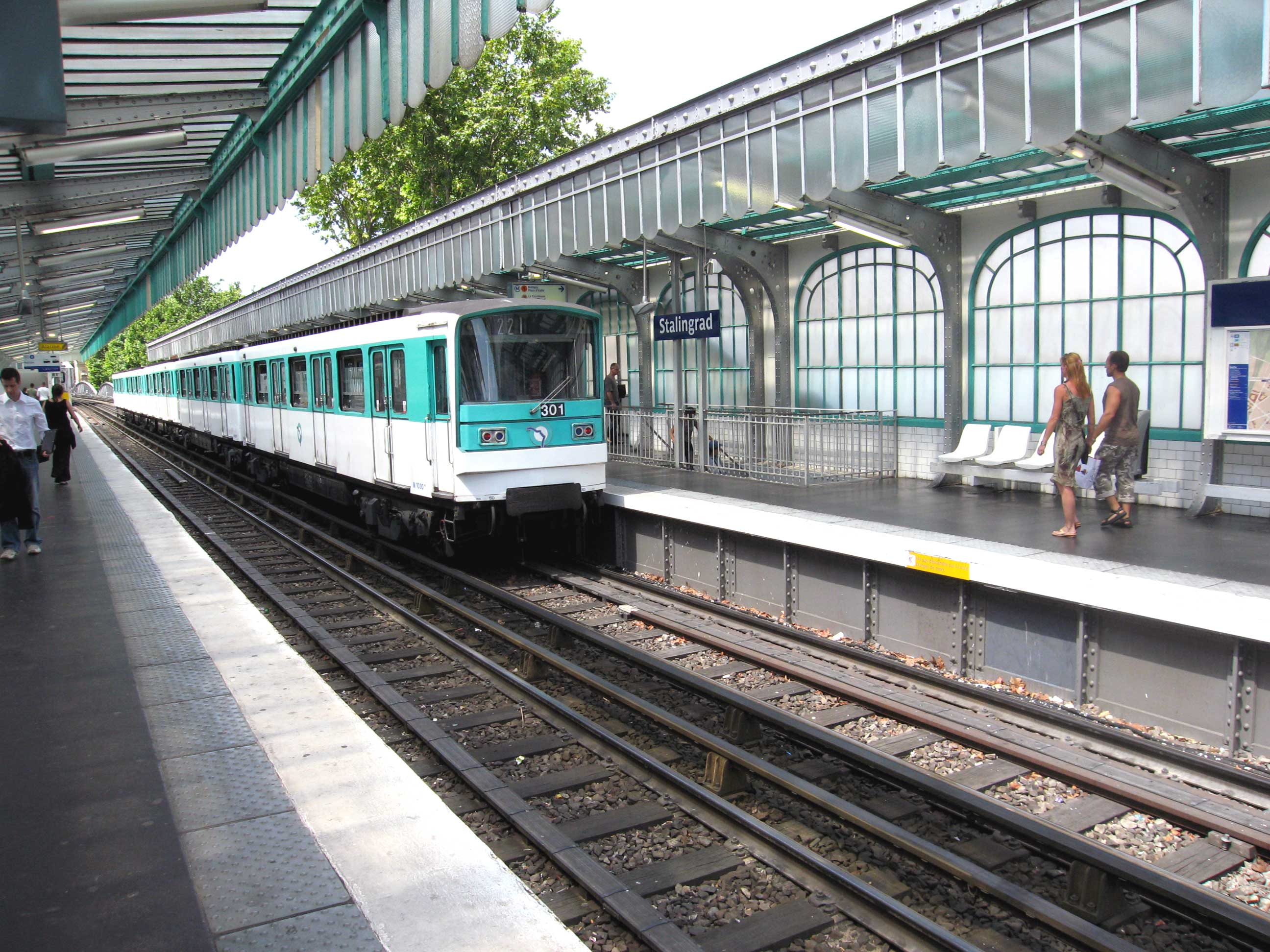
Hochbahnstation der Linie 2 mit Zug der Baureihe MF 67, 2006

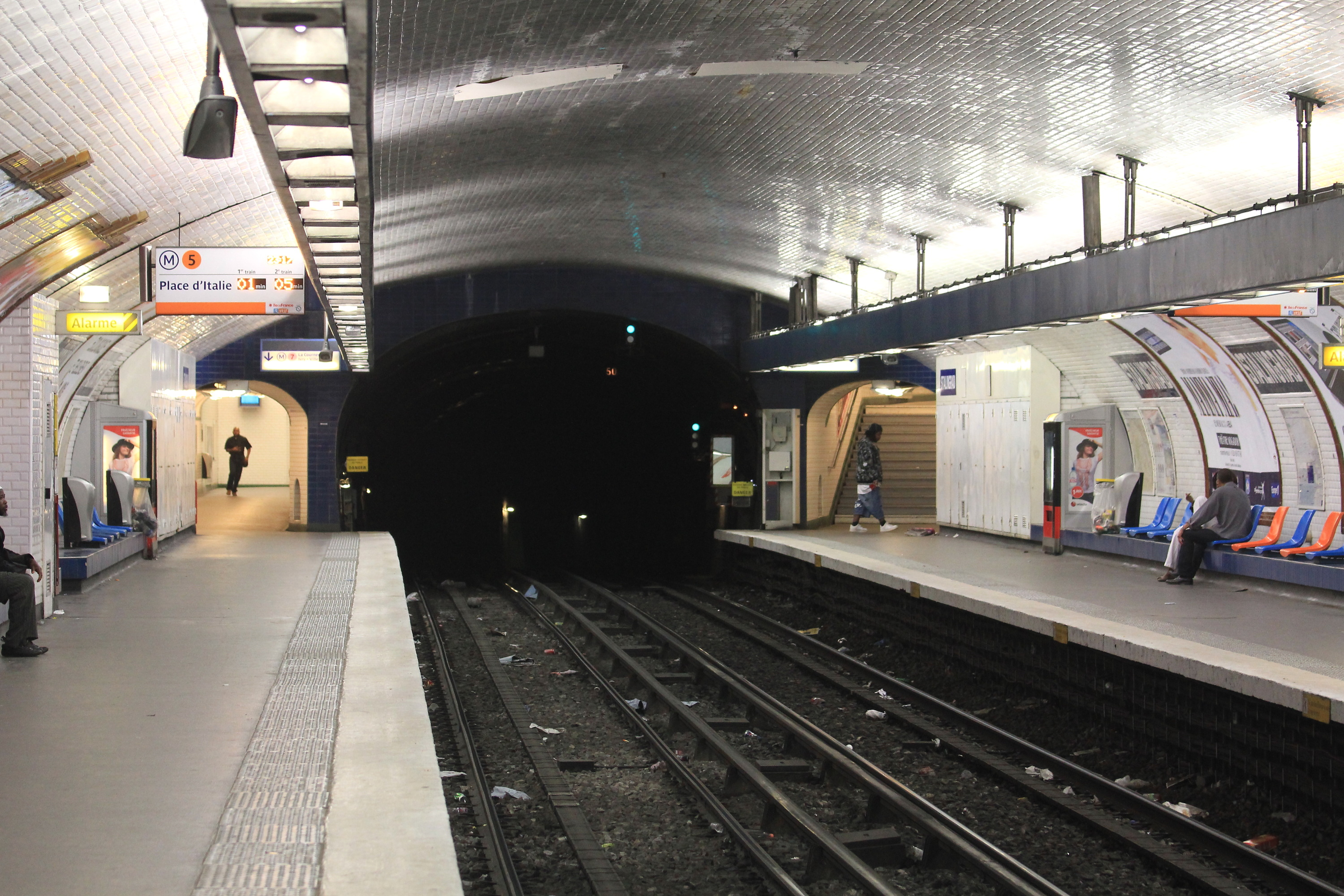
Station der Linie 5

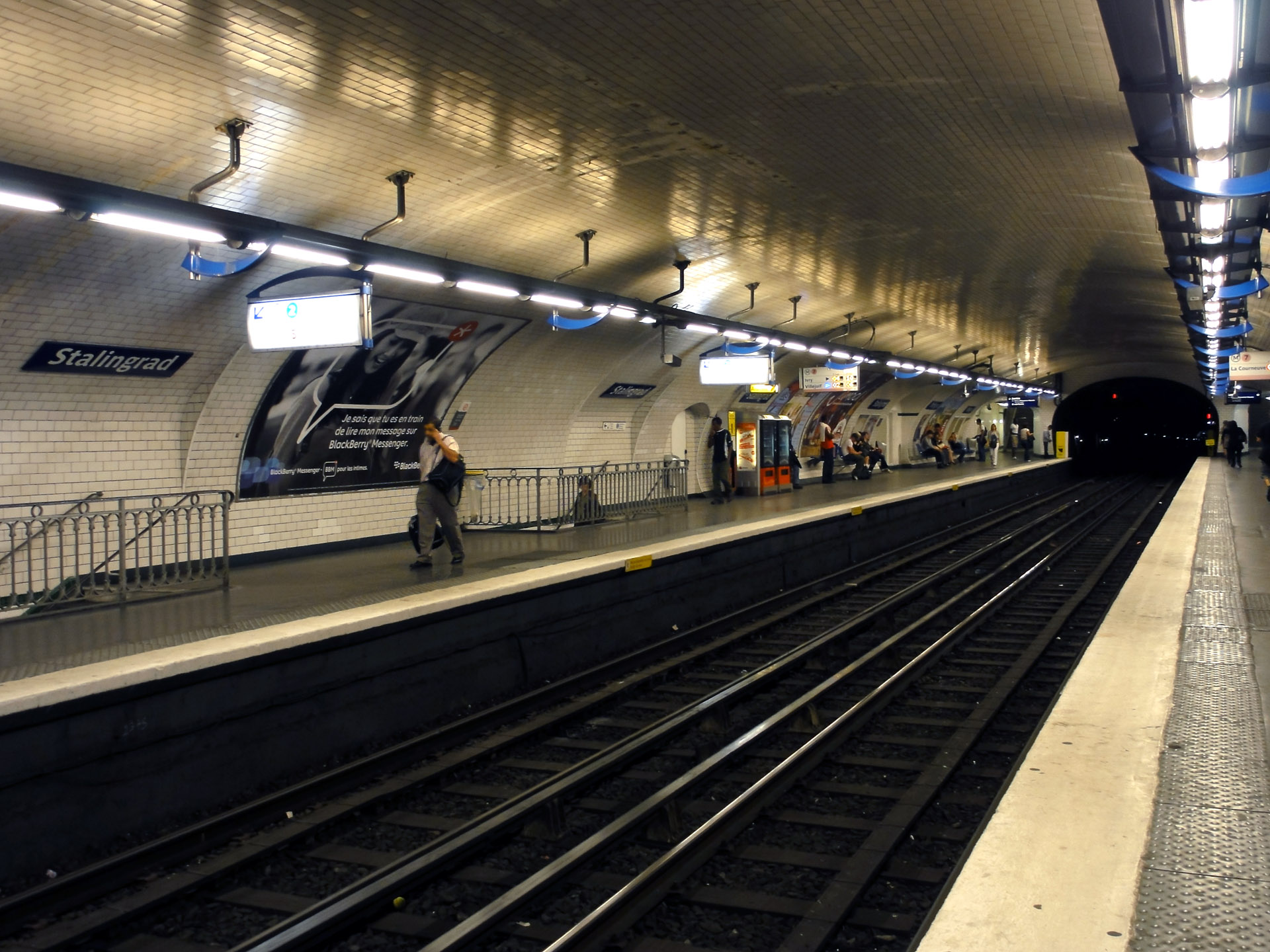
Station der Linie 7

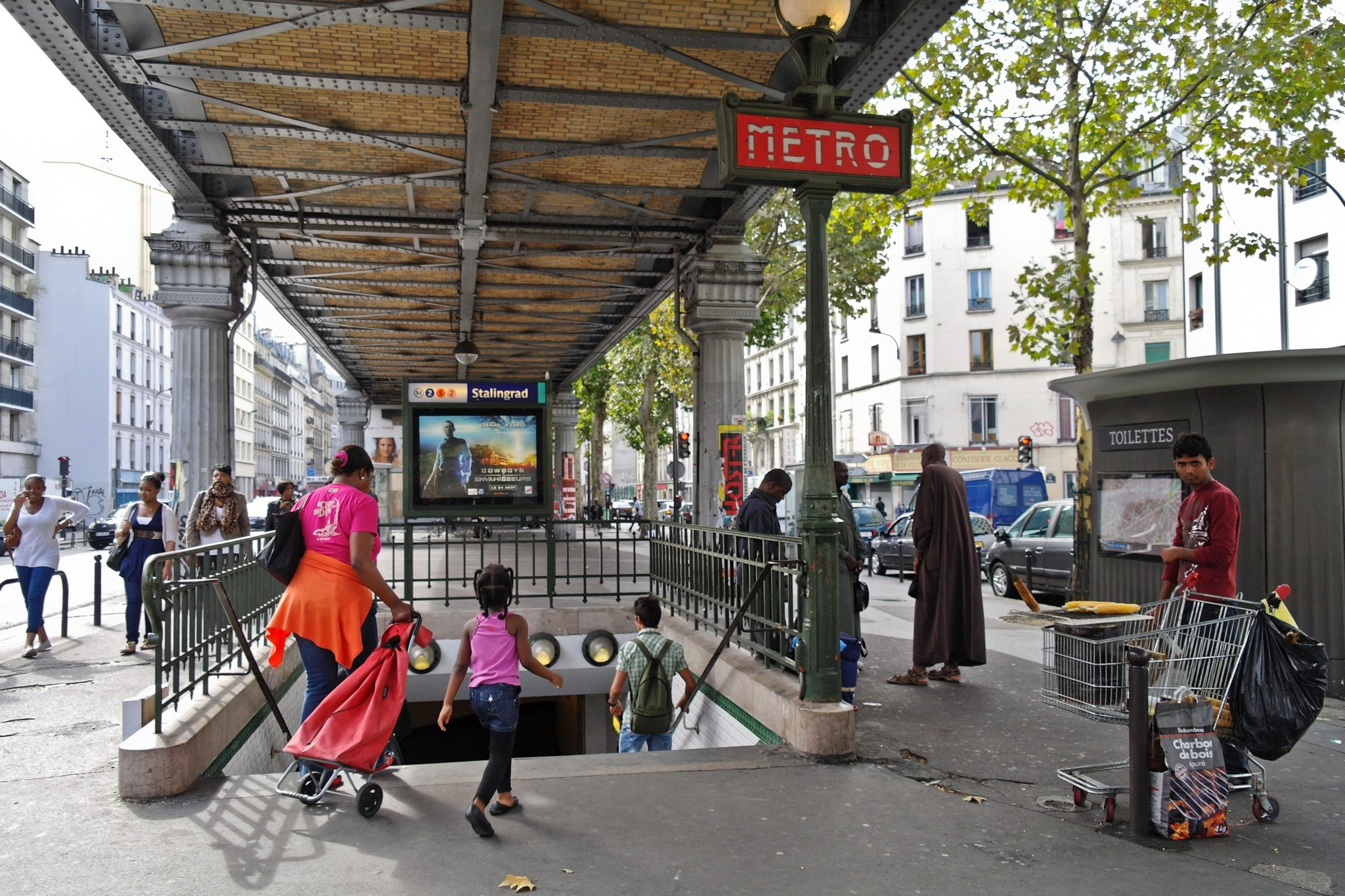
Zugang unter dem Hochbahnviadukt an der Rue de Kabylie

Stalingrad [stalinɡʁad] ist ein Umsteigebahnhof der Pariser Métro. Er wird von den Linien 2, 5 und 7 bedient.

## Lage
Der U-Bahnhof befindet sich an der Grenze des Quartier Saint-Vincent-de-Paul im 10. Arrondissement zum Quartier de la Villette im 19. Arrondissement von Paris. Der Hochbahnhof der Linie 2 liegt längs über dem Mittelstreifen des Boulevard de la Villette, die im Tunnel liegende Station der Linie 5 dazu nördlich parallel – in der Längsachse nach Osten hin versetzt – in Höhe der einmündenden Straßen Rue de Tanger und Rue de Kabylie. Etwas abseits wurde, nördlich der heutigen Place de la Bataille-de-Stalingrad, unter der Avenue de Flandre die Station der Linie 7 angelegt.

## Name
Nach der dort beginnenden Rue d’Aubervilliers trug die Station der Linie 2 zunächst den Namen „Aubervilliers“, die der Linie 7 hieß in den ersten Jahrzehnten „Boulevard de la Villette“. Am 6. Oktober 1942 erhielten sie gemeinsam die Bezeichnung „Aubervilliers – Boulevard de la Villette“, die kurz darauf eröffnete Station der Linie 5 wurde ebenfalls so genannt.
Am 10. Februar 1946 bekam der U-Bahnhof seinen heutigen Namen, nachdem im Jahr zuvor ein Abschnitt des Boulevard de la Villette in Place de Stalingrad umbenannt worden war. Dies war zwei Monate nach dem Ende des Zweiten Weltkriegs zur Erinnerung an die Rückeroberung der Stadt Stalingrad durch die Rote Armee in der Schlacht von Stalingrad geschehen. 1993 erhielt der Platz den Namen Place de la Bataille-de-Stalingrad.

## Geschichte
Die zweite östliche Verlängerung der Linie 2 (bis 1907: Linie 2 Nord) wurde am 31. Januar 1903 von der Compagnie du chemin de fer métropolitain de Paris (CMP) eröffnet. Damals wurde der Abschnitt von Anvers nach Bagnolet (seit 1970: Alexandre Dumas) in Betrieb genommen. Die Station „Aubervilliers“ ging aber erst einige Monate später in Betrieb, zunächst fuhren die Züge ohne zu halten durch.
Am 5. November 1910 wurde unweit davon die separate Untergrundstation „Boulevard de la Villette“ der Linie 7 eröffnet, die zunächst keine direkte Verbindung zur Station der Linie 2 erhielt. Die Station der Linie 5 kam am 12. Oktober 1942 hinzu, erst mit ihrer Inbetriebnahme entstand die direkte Umsteigemöglichkeit zwischen den Linien 2 und 7.
Zwischen 1911 und 1967 teilte sich die Linie 7 ab dem U-Bahnhof Louis Blanc, wobei die von Süden kommenden Züge abwechselnd einen der beiden Äste befuhren. Ihre Station wurde daher nur von jedem zweiten Zug der Linie angefahren. Dieser Zustand dauerte bis zum 3. Dezember 1967, als der östliche Ast zur eigenständigen Linie 7bis wurde.

## Beschreibung
Alle drei Stationen sind 75 m lang und haben jeweils zwei Seitenbahnsteige an zwei Streckengleisen. Die Hochbahnstation der Linie 2 befindet sich an einer 2,2 Kilometer langen Viaduktstrecke. Das Viadukt wurde errichtet, um die Gleise zum Fernbahnhof Paris-Est, die in einem Einschnitt westlich der Station liegen, und den Schifffahrtskanal Canal Saint-Martin auf deren Ostseite nicht in einem tiefliegenden Tunnel unterfahren zu müssen.
Die unterirdische Station der Linie 5 liegt parallel zur Linie 2 längs unter der nördlichen Fahrbahn des Boulevard de la Villette. Sie ist die am tiefsten gelegene der drei Stationen, da westlich von ihr die Eisenbahngleise und östlich der Kanal von der Strecke unterfahren werden. Die Linie 7 kreuzt die beiden erstgenannten nahezu rechtwinklig, ihre Station befindet sich nordöstlich davon unter der Avenue de Flandre. Beide Tunnelstationen liegen unter elliptischen, weiß gefliesten Gewölben.
Zum Hochbahnhof existieren an beiden Stationsenden Zugänge, der östliche führt Umsteiger zur Station der Linie 5. Weitere Zugänge zu den unterirdischen Stationen gibt es an der Einmündung der Rue de Kabylie (dort ein zusätzlicher Ausgang mit Rolltreppe) und der Avenue de Flandre. Der Zugang an der Rue de Kabylie liegt unter dem Hochbahnviadukt, der ist durch einen von Adolphe Dervaux im Stil des Art déco entworfenen Kandelaber, der den Schriftzug METRO trägt, markiert.

## Fahrzeuge

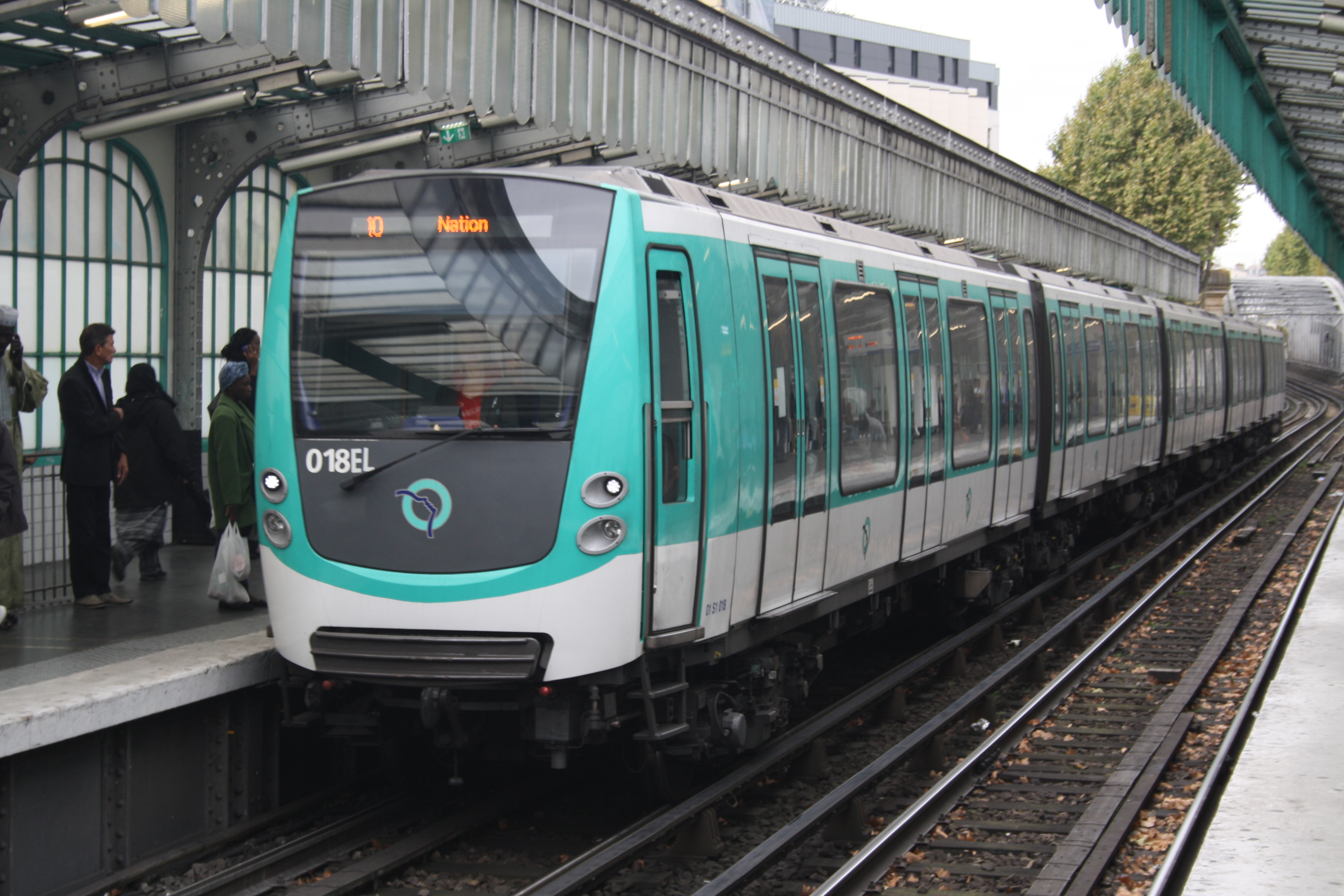
Zug der Baureihe MF 01 in der Station der Linie 2

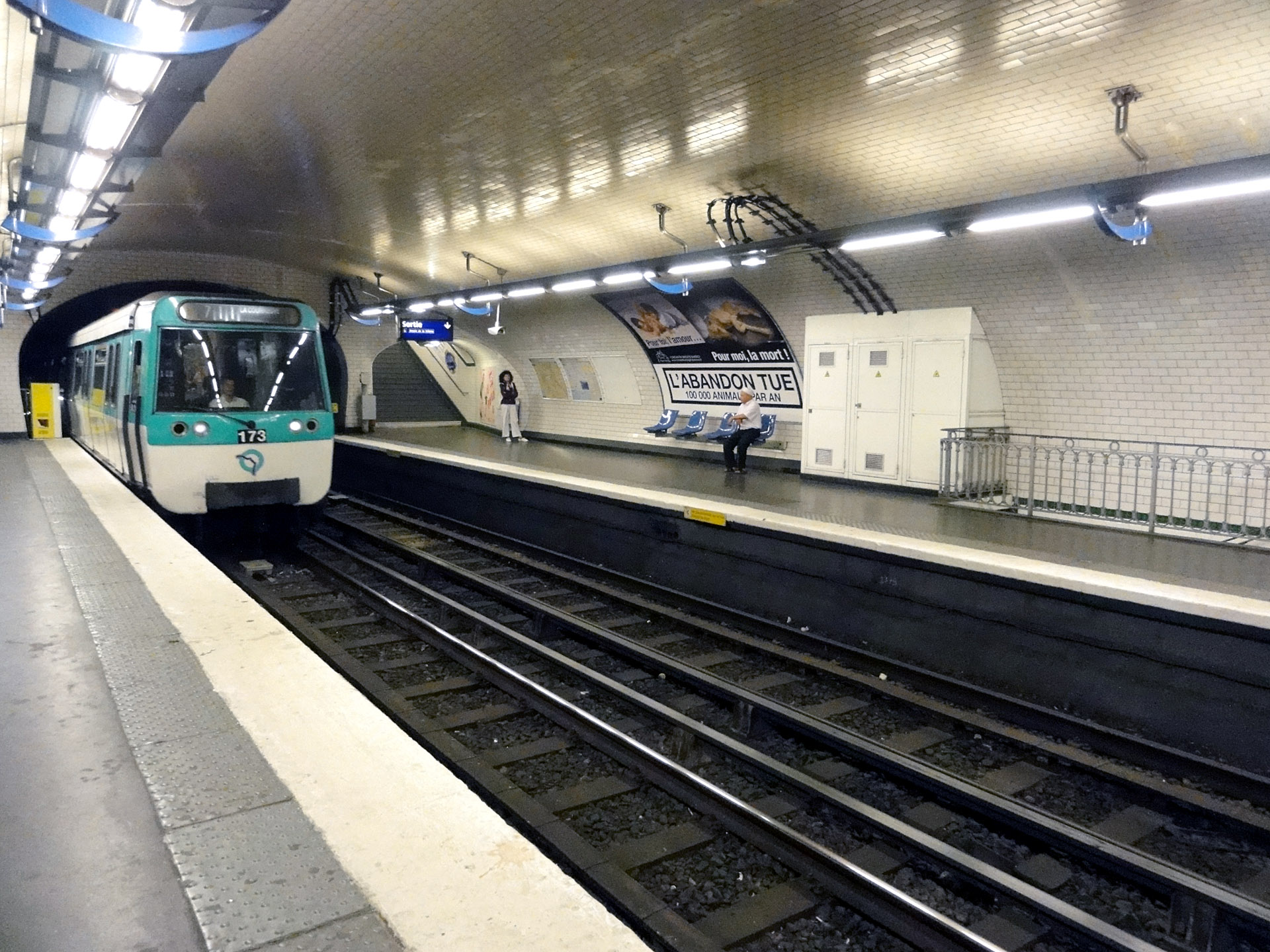
MF-77-Zug bei der Einfahrt in die Station der Linie 7

Auf allen Linien verkehren konventionelle Züge, die auf Stahlschienen laufen. Auf der Linie 2 liefen zunächst kurze zweiachsige Fahrzeuge mit Holzaufbauten, die Züge bestanden aus einem Trieb- und drei Beiwagen bzw. sechs Beiwagen und einem Triebwagen an jedem Zugende. Von 1914 bis 1981 wurde die Linie von fünfteiligen, grün lackierten Sprague-Thomson-Zügen befahren. Da sie mittelfristig nicht auf gummibereifte Fahrzeuge umgestellt werden sollte, kam ab 1979 die Baureihe MF 67 auf die Strecke, die ihre Vorgänger innerhalb von zwei Jahren vollständig ablöste. Seit 2008 kommen Serienfahrzeuge der Baureihe MF 01 zum Einsatz, bis 2011 herrschte Mischverkehr mit den MF-67-Zügen.
Die fünfteiligen Sprague-Thomson-Züge auf der Linie 5 wurden ab 1978 durch Fahrzeuge der Baureihe MF 67 ersetzt, denen ab 2011 MF 01-Züge folgten.
Auf der Linie 7 verkehren konventionelle Fünf-Wagen-Züge der Baureihe MF 77. Zwischen 1971 und 1979 liefen dort Züge der Baureihe MF 67, davor solche der Bauart Sprague-Thomson.

## Umgebung

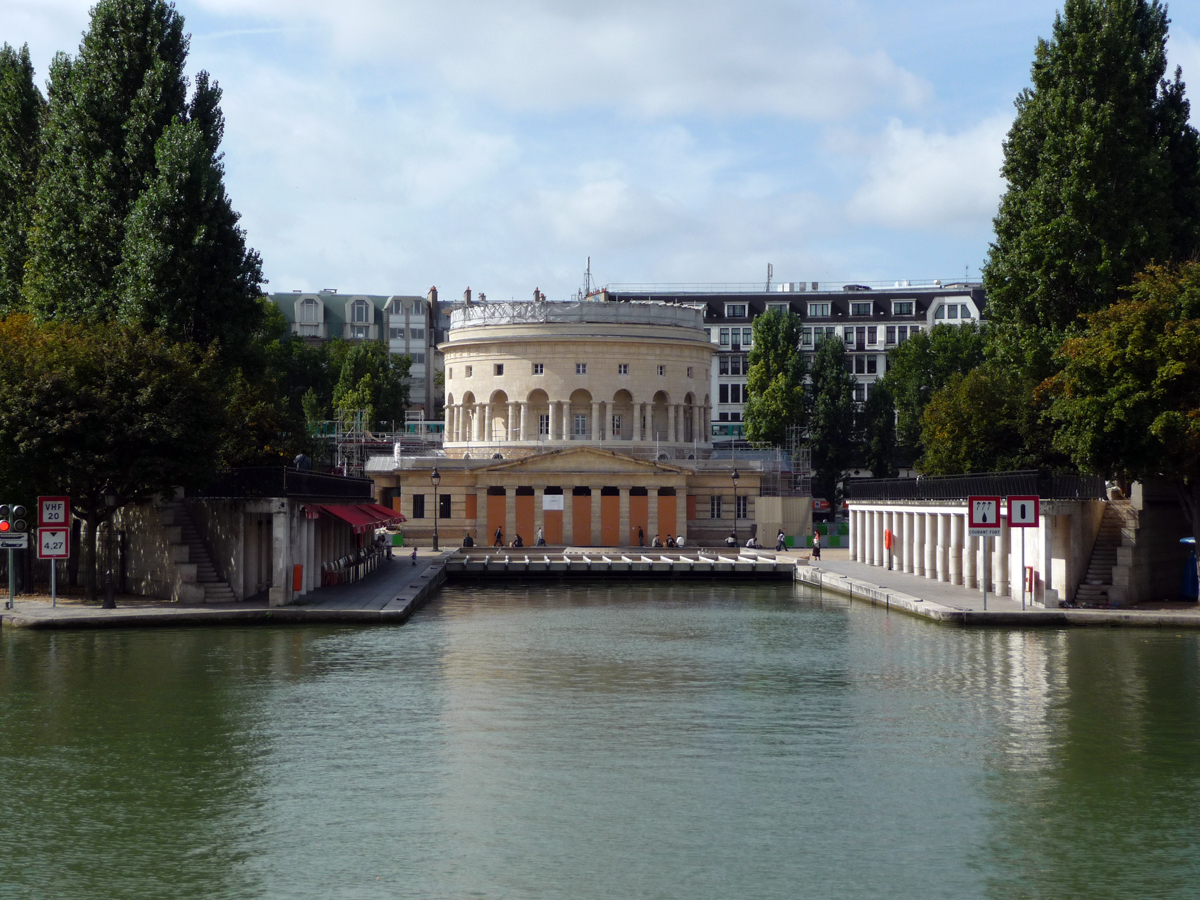
Rotonde am Bassin de la Villette

- Rotonde de la Villette
- Bassin de la Villette
- Canal Saint-Martin